# Cratere Eijkman
Eijkman è un cratere lunare di 56,36 km situato nella parte sud-orientale della faccia nascosta della Luna, a sud-est del più grande cratere Lemaître. A sud-sudovest è presente il cratere Crommelin e a nordest il cratere Fizeau.
Il bordo è ben definito e non è stato significativamente consumato dagli impatti, tuttavia sono presenti alcuni piccoli crateri attorno all'orlo e un piccolo cratere lungo la parete interna nord. Le pareti mostrano alcuni terrazzamenti minori lungo il bordo nord orientale. Vicino al centro del letto interno è presente un picco a forma di ferro di cavallo, con la parte aperta rivolta verso sud.
Il cratere è dedicato al medico olandese Christiaan Eijkman.

## Crateri correlati
Alcuni crateri minori situati in prossimità di Eijkman sono convenzionalmente identificati, sulle mappe lunari, attraverso una lettera associata al nome.
| Eijkman | Coordinate             | Diametro (in km) |
| ------- | ---------------------- | ---------------- |
| D       | 62°04′12″S 136°56′24″W | 25,25            |